# John Arthur Gellatly

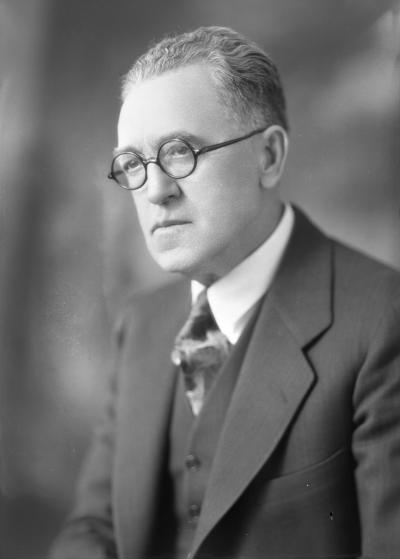
John Arthur Gellatly, 1931

John Arthur Gellatly (* 6. Juli 1869 in Grass Valley, Kalifornien; † 18. Juli 1963 in Wenatchee, Washington) war ein US-amerikanischer Politiker. Zwischen 1929 und 1933 war er Vizegouverneur des Bundesstaates Washington.

## Werdegang
John Gellatly besuchte die öffentlichen Schulen in Corvallis, das Oregon State College und das Philomath College, ebenfalls in Oregon. Bis zum Jahr 1900 lebte er im dortigen Benton County. Nachdem er in finanzielle Schwierigkeiten geraten war und praktisch bankrott war, zog er in den Staat Washington, wo er sich in Wenatchee niederließ. Dort wurde er ein erfolgreicher Geschäftsmann. Er leitete den Wenatchee Reclamation District. Noch in seinem Ankunftsjahr gründete er die Gellatly Insurance Agency, die bis heute besteht und zurzeit von seinem Enkel geleitet wird.  Er gründete auch die Chelan County Abstract Company, deren Präsident er bis 1925 war. Zwischen 1906 und 1930 war er zudem Geschäftsführer der Oregon Mortgage Company. Von 1930 bis 1955 leitete er die Equitable of Portland Real Estate & Insurance Company.
Politisch schloss sich Gellatly der Republikanischen Partei an. Noch vor seiner Zeit in Washington war er zwischen 1895 und 1899 Bezirksrevisor im Benton County von Oregon gewesen. Nach seiner Ankunft in Washington wurde er neben seinen geschäftlichen Aktivitäten auch wieder politisch aktiv. Er wurde zunächst stellvertretender und dann von 1904 bis 1906 eigentlicher Bezirksrevisor im Chelan County und Mitglied im Stadtrat von Wenatchee. Zwischen 1903 und 1905 sowie nochmals von 1907 bis 1911 war er Bürgermeister dieser Stadt. Dabei setzte er sich erfolgreich für den Bau einer Brücke über den Columbia River ein. Er fungierte zudem als Präsident der örtlichen Handelskammer. In den Jahren 1919 und 1920 saß er im Repräsentantenhaus von Washington.
1928 wurde Gellatly an der Seite von Roland H. Hartley zum Vizegouverneur von Washington gewählt. Dieses Amt bekleidete er zwischen 1929 und 1933. Dabei war er Stellvertreter des Gouverneurs und Vorsitzender des Staatssenats. Nach seiner Zeit als Vizegouverneur setzte er seine früheren Tätigkeiten bis 1955 fort. Dann zog er sich in den Ruhestand zurück. Er starb am 18. Juli 1963 in Wenatchee.